# 서울특별시의 무형문화재
서울특별시의 무형문화재는 무형문화재 중에서 서울특별시 내에 있는 문화재를 의미한다.

## 지정목록
| 번호 | 사진 | 명칭                                                | 소재지                                           | 전승자                                                           | 지정일                                      | 참조 |
| 1호  | .    | 칠장 (漆匠)                                         | 서울                                             | * 보유자: 신중현, 손대현, 홍등화, 김환경, 정병호                 | 1989년 3월 17일 지정                        |      |
| 2호  | .    | 서울송절주 (서울松節酒)                             | 서울 서초구                                      | * 보유자: 이성자                                                 | 1989년 8월 16일 지정                        |      |
| 3호  | .    | 송파다리밟기 (松坡다리밟기)                         | 서울 송파구 잠실동 47                            | * 보유자: 류근우, * 전수교육조교: 김영숙, 이한복                 | 1989년 8월 16일 지정                        |      |
| 4호  | .    | 연날리기 (연날리기)                                 | 서울 서대문구 연희동 182                         |                                                                  | 1992년 9월 30일 지정, 2015년 12월 31일 해제 |      |
| 5호  | .    | 붓장 (붓匠)                                         | 서울 종로구 낙원동 284-6                         | * 보유자: 전상규, 정해창                                         | 1992년 9월 30일 지정                        |      |
| 6호  | .    | 조선장 (造船匠)                                     | 서울 강서구                                      |                                                                  | 1992년 9월 30일 지정                        |      |
| 7호  |      | 장안편사놀이 (장안편사놀이)                         | 서울 종로구 사직동 산 1-1                        |                                                                  | 2000년 4월 20일 지정                        |      |
| 8호  | .    | 삼해주 (三亥酒)                                     | 서울 서초구 방배동 983-23                        | * 보유자: 권희자                                                 | 1993년 2월 13일 지정                        |      |
| 9호  |      | 향온주 (香온酒)                                     | 서울 송파구                                      | * 보유자: 박현숙                                                 | 1993년 2월 13일 지정                        |      |
| 10호 | .    | 바위절마을호상놀이 (바위절마을호상놀이)             | 서울 강동구 천호동 401-105 현대프라자APT 508     | * 보유자: 이종천, 이재경, * 전수교육조교: 박성직, 이명옥, 방용배 | 1996년 9월 30일 지정                        |      |
| 11호 | .    | 침선장 (針線匠)                                     | 서울 종로구 연건동 301-2                         | * 전수교육조교: 김기상                                           | 1996년 12월 31일 지정                       |      |
| 12호 | .    | 자수장 (刺繡匠)                                     | 서울 서초구                                      | * 전수교육조교: 손경숙                                           | 1996년 12월 31일 지정                       |      |
| 13호 | .    | 매듭장 (매듭匠)                                     | 서울 성북구 성북동 81-2                          | * 명예보유자: 김은영 * 보유자: 노미자                            | 1996년 12월 31일 지정                       |      |
| 14호 |      | 나전장 (螺鈿匠)                                     | 서울 강동구                                      | * 보유자: 정명채                                                 | 2006년 1월 12일 지정                        |      |
| 15호 | .    | 오죽장 (烏竹匠)                                     | 서울 성동구 응봉동 265-73                        |                                                                  | 2006년 8월 24일 지정                        |      |
| 16호 | .    | 초고장 (草藁匠)                                     | 서울 양천구 목동 904 목동신시가지A 409-1305      | * 보유자: 한순자                                                 | 1996년 12월 31일 지정                       |      |
| 17호 | .    | 은공장 (銀工匠)                                     | 서울 서대문구 홍제동 318-3                       |                                                                  | 1996년 12월 31일 지정                       |      |
| 18호 | .    | 민화장 (民畵匠)                                     | 서울 성북구                                      | * 전수교육조교: 정귀자                                           | 1996년 12월 31일 지정                       |      |
| 19호 | .    | 체메우기 (체메우기)                                 | 서울 양천구 신정7동 208-13                       |                                                                  | 1996년 12월 31일 지정                       |      |
| 20호 |      | 남이장군사당제 (남이장군사당제)                     | 서울 종로구 창신동 664-3                         | * 보유자: 이명옥, * 전수교육조교: 이정숙, 한영서                 | 1996년 12월 31일 지정                       |      |
| 21호 |      | 휘몰이잡가 (휘몰이잡가)                             | 서울 종로구 창신동 537-1                         | * 보유자: 박상옥                                                 | 1998년 8월 10일 지정                        |      |
| 22호 |      | 마들농요 (마들農謠)                                 | 서울 노원구 상계2동 389-387                      | * 보유자: 김완수, * 전수교육조교: 신진성, 박운종                 | 1999년 7월 1일 지정                         |      |
| 23호 |      | 궁장 (弓匠)                                         | 서울 도봉구 창1동 664-24                         | * 보유자: 권무석                                                 | 1999년 7월 1일 지정                         |      |
| 24호 |      | 초적 (草笛)                                         | 서울 광진구 노유1동 4-20                         | * 보유자: 박찬범                                                 | 1999년 12월 7일 지정                        |      |
| 25호 |      | 판소리고법 (판소리고법)                             | 서울 서초구 서초2동 1364-24                      | * 보유자: 정화영, 송원조, * 전수교육조교: 강형수                 | 2000년 4월 20일 지정                        |      |
| 26호 |      | 소목장 (小木匠)                                     | 서울 성동구 금호동 2가 246                       | * 보유자: 김창식, 심용식                                         | 2000년 4월 20일 지정                        |      |
| 27호 |      | 궁중다례의식 (宮中茶禮儀式)                         | 서울 종로구 신문로 2가 1-113                     | * 보유자: 김의정                                                 | 2001년 10월 23일 지정                       |      |
| 28호 |      | 악기장(현악기울림통제작) (樂器匠(현악기울림통제작)) | 서울 서초구 서초동 1486-13                       | * 보유자: 김복곤                                                 | 2001년 10월 23일 지정                       |      |
| 29호 |      | 등메장 (등메장)                                     | 서울 양천구 목동 904 목동신시가지아파트 409-1305 |                                                                  | 2001년 12월 20일 지정                       |      |
| 30호 |      | 옹기장 (甕器匠)                                     | 서울 중랑구 신내동 398                           |                                                                  | 2002년 5월 6일 지정                         |      |
| 31호 |      | 단청장 (丹靑匠)                                     | 서울 광진구 구의동 45-6 엘지그린빌라(아) 301호   | * 보유자: 양용호, * 전수교육조교: 김수연                         | 2002년 5월 6일 지정                         |      |
| 32호 |      | 판소리 (판소리)                                     | 서울 중구 신당동 844 남산타운(아) 17동 407호     | * 보유자: 이옥천, 정선양(정의진)                                 | 2002년 9월 25일 지정                        |      |
| 33호 |      | 행당동아기씨당굿 (행당동아기씨당굿)                 | 서울 성동구 행당1동                              | * 보유자: 최형근                                                 | 2003년 9월 25일 지정                        |      |
| 34호 |      | 봉화산도당굿 (봉화산도당굿)                         | 서울 중랑구 신내동 산141                         | * 보유자: 김광수, * 전수교육조교: 오세옥                         | 2004년 1월 15일 지정                        |      |
| 35호 |      | 밤섬부군당도당굿 (밤섬부군당도당굿)                 | 서울 마포구 창전동                               | * 보유자: 김춘강                                                 | 2005년 1월 10일 지정                        |      |
| 36호 |      | 입사장 (입사장)                                     | 서울 서대문구                                    | * 보유자: 최교준                                                 | 2005년 1월 10일 지정                        |      |
| 37호 |      | 옥장 (옥장)                                         | 서울 동작구                                      | * 보유자: 엄익평                                                 | 2005년 1월 10일 지정                        |      |
| 38호 |      | 재담소리                                            |                                                  | * 보유자: 최영숙, * 전수교육조교: 노학순                         | 2008년 3월 27일 지정                        |      |
| 39호 |      | 아쟁산조                                            |                                                  | * 보유자: 박종선                                                 | 2009년 3월 5일 지정                         |      |
| 40호 |      | 수표교 다리밟기                                     |                                                  | * 보유자: 박종국, 조춘선                                         | 2009년 3월 5일 지정                         |      |
| 41호 |      | 송서 (誦書)                                         |                                                  | * 보유자: 유의호                                                 | 2009년 3월 5일 지정                         |      |
| 42호 |      | 삼각산 도당제 (三角山 都堂祭)                       |                                                  |                                                                  | 2010년 11월 4일 지정                        |      |
| 43호 |      | 경제어산 (京制魚山)                                 |                                                  | * 보유자: 이조원                                                 | 2013년 1월 3일 지정                         |      |
| 44호 |      | 삼현육각 (三絃六角)                                 |                                                  | * 보유자: 최경만, 김무겸, 이철주                                 | 2014년 5월 15일 지정                        |      |
| 45호 |      | 한량무                                              |                                                  | * 보유자: 조흥동, 고남순                                         | 2014년 5월 15일 지정                        |      |
| 46호 |      | 살풀이춤                                            |                                                  | * 보유자: 이은주                                                 | 2015년 1월 29일 지정                        |      |
| 47호 |      | 시조(석 암제, 경제)                                 |                                                  | * 보유자: 이영준, 변진심                                         | 2016년 6월 23일 지정                        | ,    |
| 48호 |      | 서울맹인독경                                        |                                                  | * 보유자: 채수옥                                                 | 2017년 1월 5일 지정                         | ,    |
| 49호 |      | 홍염장                                              |                                                  | * 보유자: 김경열                                                 | 2017년 4월 13일 지정                        | ,    |
| 50호 |      | 관모장 (冠帽匠)                                     |                                                  | * 보유자: 박성호                                                 | 2017년 11월 16일 지정                       | ,    |
| 51호 |      | 전통군영무예                                        |                                                  |                                                                  | 2019년 2월 14일 지정                        | ,    |
| 52호 |      | 생전예수재                                          |                                                  |                                                                  | 2019년 4월 25일 지정                        | ,    |
| 53호 |      | 서울석장 (세부종목: 석구조장, 석조각장)             |                                                  |                                                                  | 2020년 2월 20일 지정                        | ,    |